# Palaeoburmesebuthidae
Famille
Les Palaeoburmesebuthidae sont une famille fossile de scorpions.

## Distribution
Les espèces de cette famille ont été découvertes en Birmanie. Elles datent du Crétacé.

## Liste des genres
Selon World Spider Catalog 20.5 :
- † Betaburmesebuthus Lourenço & Beigel, 2015
- † Palaeoburmesebuthus Lourenço, 2002
- † Spinoburmesebuthus Lourenço, 2017

## Publication originale
- Lourenço, 2015 : « Clarification of the familiar status of the genus Palaeoburmesebuthus Lourenço, 2002 from Cretaceous Burmese amber (Scorpiones: Archaeobuthidae: Palaeoburmesebuthinae). » Beiträge zur Araneologie, vol. 9, p. 465–475.